# Pardosa beringiana
Pardosa beringiana är en spindelart som beskrevs av Charles Denton Dondale och James H. Redner 1987. Pardosa beringiana ingår i släktet Pardosa och familjen vargspindlar. Inga underarter finns listade i Catalogue of Life.